# Abbazia di Weissenau
L'abbazia di Weissenau (Kloster Weißenau, Reichsstift Weißenau) fu un monastero premonstratense in Alta Svevia, nel Baden-Württemberg, in Germania. Il sito venne originariamente detto "Au" (in latino "Augia"), e poi Minderau ("Augia Minor"), ed infine Weissenau ("Augia Alba" o "Candida"), ed attualmente è a sud della città di Ravensburg.

## Storia

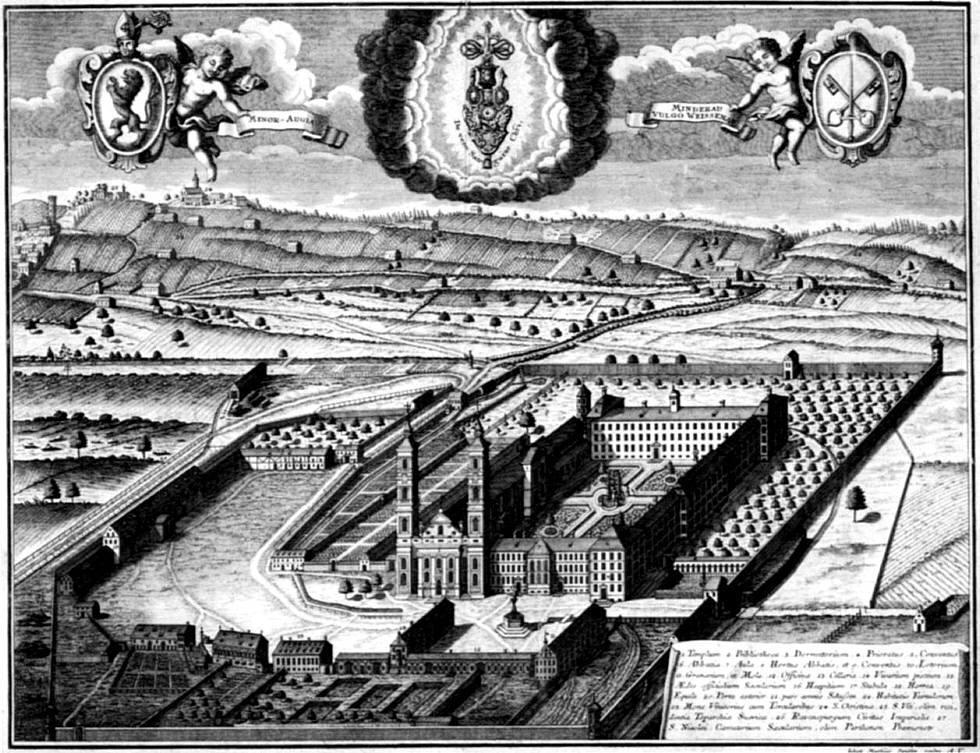
Incisione di Weissenau ad opera di Johann Mathias Steidlin, 1734

Il monastero venne fondato nel 1145 da Gebizo di Ravensburg, ministro per conto della casata dei Guelfi, e da sua sorella Luitgarda. I primi monaci ed il loro prevosto Herman (1145–75) provenivano dall'abbazia di Rot an der Rot presso Memmingen. La costruzione del monastero venne completata nel 1156 e nel 1172 la chiesa venne dedicata alla Madonna ed a San Pietro, per mano di Ottone, vescovo di Costanza, diocesi a cui apparteneva formalmente la chiesa. Durante i primi anni, il complesso aveva affiancato anche un monastero femminile che venne poi trasferito a Weissenthal dove continuò ad esistere sino al XV secolo.
Il numero di canonici presenti a Weissenau aumentò talmente rapidamente che nel 1183 divenne necessario fondare l'Abbazia di Schussenried per ospitarli. Nel 1257 Weissenau venne elevata al rango di Abbazia Imperiale per interessamento di Enrico I (1257–66) il quale divenne anche primo Principe-Abate.
Tra XIII e XIV secolo, Weissenau venne ripetutamente saccheggiata dalle fazioni in lotta e particolari danni li subì durante la guerra dei contadini del 1525, quando l'abate Jacob Murer (1523–33), venne rimpiazzato alla guida della struttura dal contadino Johann Wetzel.
L'abate Leopold Mauch (1704–22) iniziò la ricostruzione dell'abbazia nel 1708 e della chiesa nel 1717. La chiesa, in stile barocco, venne completata nel 1724 dal suo successore, Michael Helmling (1722–24), e la struttura monastica da Anton Unold (1724–65), che fece anche erigere la "Festsaal", ancora oggi usata per concerti, che presenta un'elaborata lavorazione a stucco degna di particolare nota.
All'epoca della mediatizzazione nel 1802 la struttura godeva di 27 canonici, i quali si occupavano delle parrocchie di Weissenau, St. Jodock, Bodnegg, Grünkraut, Thaldorf, St. Christian, Gornhofen, Obereschach e Obereisenbach. I suoi possedimenti comprendevano 137 villaggi e l'ultimo abate, Bonaventure Brem (1794–1802), morì il 4 agosto 1818.
Dopo la secolarizzazione lo stabile divenne proprietà dei Conti di Sternberg-Manderscheid, alla cui estinzione passò al Regno del Württemberg nel 1835, ma venne nuovamente venduto e dal 1892 parte della struttura venne usata come manicomio, poi tramutato nell'attuale clinica psichiatrica "Die Weissenau" che occupa anche la residenza dell'abate a Rahlenhof.

## Processione del Santo Sangue

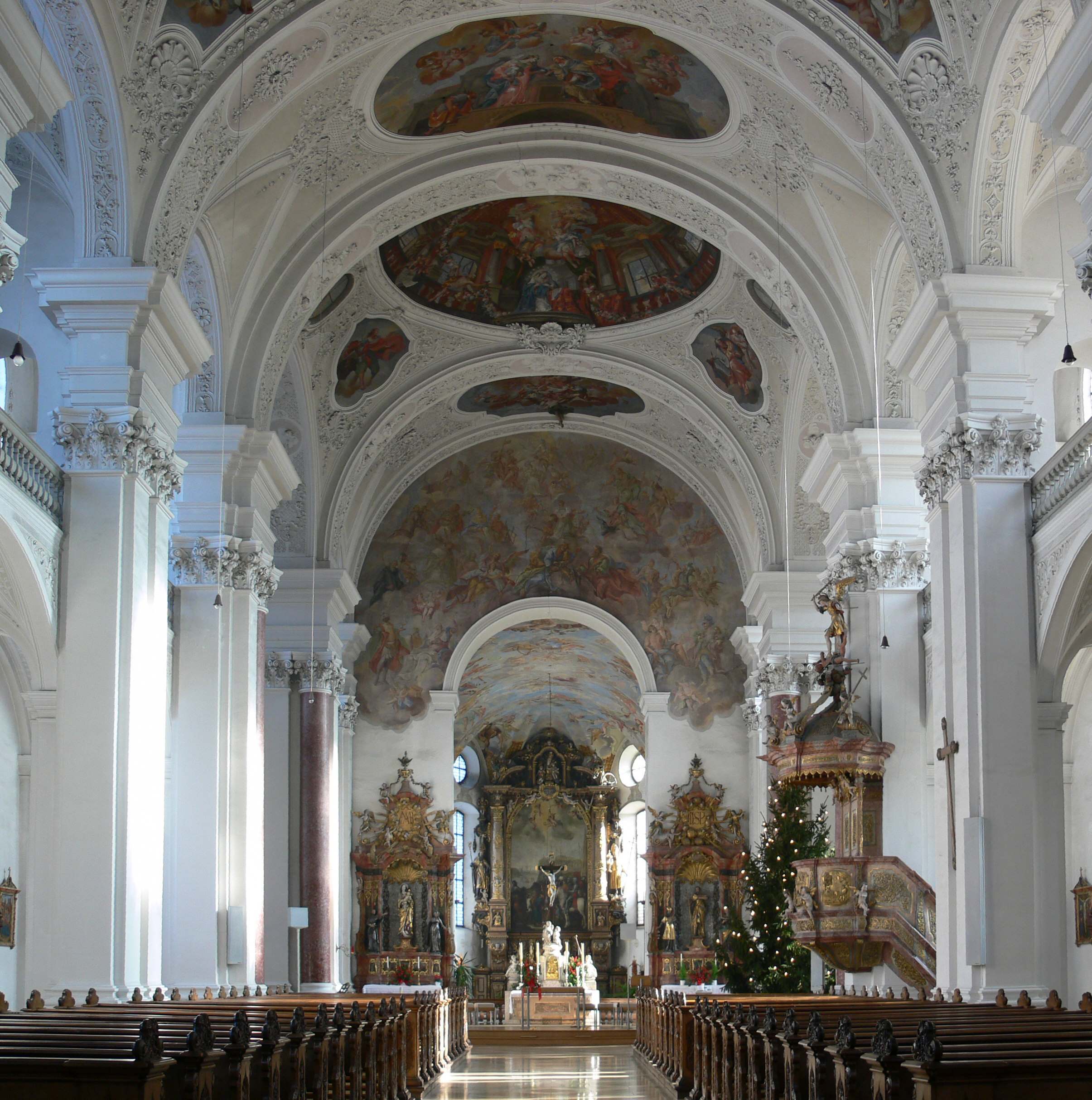
L'interno della chiesa abbaziale di Weissenau

Weissenau divenne molto popolare per la sua preziosa reliquia del Santo Sangue che le pervenne attraverso Rodolfo d'Asburgo nel 1283. Sino al 1783 la famosa "Blutritt" ("Processione del Santo Sangue"), simile a quella svolta nella vicina Abbazia di Weingarten, aveva luogo una volta all'anno. Essa consisteva in una solenne processione nella quale veniva trasportato alla pubblica venerazione il sangue di Cristo raccolto secondo la leggenda alla crocifissione da Giuseppe d'Arimatea. Attualmente tale reliquia è conservata nell'ex chiesa abbaziale che oggi svolge le funzioni di chiesa parrocchiale per la città. Il mito della reliquia fa ovvio riferimento al Lohengrin di Wagner.